# Polymer Char
Polymer Char es una compañía tecnológica española fabricante de instrumentación analítica de polímeros. Con sede en Paterna, Valencia, la compañía fue fundada en 1992 por B. Monrabal, y está registrada como Polymer Characterization S.A.
Su tecnología va destinada a la industria petroquímica y de investigación. Actualmente sus instrumentos se encuentran en 27 países, y la compañía provee de servicios de análisis químico y de laboratorio en más de 39 países, cubriendo toda la geografía internacional.
Polymer Char cuenta comercializa directamente en todo el mundo, apoyado por una red de distribución en Alemania, Suiza, Brasil, India, China, Corea del Sur, Tailandia, y Japón.
En 2014, la compañía invertía anualmente entre un 20 y 30% de sus recursos en I+D.

## Historia
Polymer Char se fundó en 1992 en el Parque Tecnológico de Valencia, con la razón social de Polymer Characterization, S.A. Su objetivo inicial fue desarrollar y posteriormente comercializar la tecnología denominada CRYSTAF (Crystallization Analysis Fractionation), para el análisis de la distribución de la composición química de las poliolefinas.
La tecnología CRYSTAF fue patentada en los laboratorios de Dow Chemical Company en Holanda por el Dr. B.Monrabal, quien posteriormente decidió desarrollar esta y otras técnicas para el análisis de la poliolefina (polietileno y polipropileno) con un énfasis altamente tecnológico fundando la compañía en España.
Posteriormente se realizó una transferencia tecnológica desde un Centro de Investigación Optoelectrónica en el norte de Europa hacia Polymer Char, de la tecnología de detección por infrarrojos con Filtros de Interferencia, necesaria para un análisis de mayor precisión.
En la actualidad,  la tecnología de Polymer Char está presente en laboratorios en investigación de poliolefinas. Estos se reúnen en la industria petroquímica, centros de investigación y desarrollo privados o estatales y departamentos de química analítica de universidades, a lo largo de Norteamérica, Sudamérica, Europa, África, Oriente Medio y Asia.

## Instrumentación Analítica
La compañía desarrolla instrumentos para el análisis de polímeros, y en particular, para la caracterización estructural de poliolefinas:
Distribución de la composición química:
- CRYSTAF: Instrumento analítico para el análisis de la distribución de la composición química en cristalización (Crystallization Analysis Fractionation).[7]
- TREF: Instrumento analítico para el análisis de la distribución de la composición química en disolución (Temperature Rising Elution Fractionation).[8]
- CEF: Equipo de análisis de la distribución de la composición química de alto rendimiento, basado en la cristalización (Crystallization Elution Fractionation).
- CRYSTAF QC: Modelo CRYSTAF simplificado para entornos de control de calidad (Quality Control Crystallization Elution Fractionation).

Distribución por masa molecular (GPC/SEC):
- GPC-IR: Cromatografía de alta temperatura para separación por masa molecular de poliolefinas (Gel Permeation Chromatography / Size Exclusion Chromatography). Utiliza detectores de composición y concentración (infrarrojos), viscosímetro y de dispersión de luz.[9][10]
- GPC One: Software de cálculo para controlar cromatógrafos de alta temperatura por separación molecular.[11]

Solubles de Xileno):
- CRYSTEX: Equipo analítico para la obtención de la proporción de solubles en xileno, enfocado a laboratorios de control de calidad para procesos de fabricación de polipropileno (PP).[12]

Distribución Bivariable (CFC):
- CFC: Instrumento de análisis de la interdependencia entre la distribución de peso molecular y la distribución de la composición química (Cross Fractionation Chromatography).[13]

Fraccionamiento Preparativo:
- PREP mc2: Instrumento de fraccionamiento semipreparativo para polímeros.

Detección de Infrarrojos:
- IR4: Detector de infrarrojos de dos longitudes de onda en la banda del infrarrojo medio (MIR).[14]
- IR5 MCT: Detector de infrarrojos multibanda de alta sensibilidad orientado al análisis de resinas de alta densidad.[15]

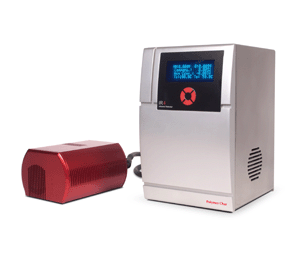
Detector de infrarrojos IR4, de dos longitudes de onda en la banda del infrarrojo medio (MIR).

Parte de los instrumentos y técnicas desarrolladas se llevaron a cabo en colaboración con multinacionales petroquímicas procedentes de Estados Unidos, Bélgica, Alemania, Finlandia y Japón. La compañía ofrece también servicios de caracterización y fraccionamiento de polímeros, con los que actualmente provee a más de 35 países.

## Premios de Innovación
2010: Instrumentos Nuevos y Destacados en Pittcon 2010: Espectrometría Molecular, (The 61st Pittsburgh Conference on Analytical chemistry and Applied spectroscopy).
Reconocimiento en 5º lugar a GPC-IR. Chemical & Engineering News (C&EN), American Chemical Society (ACS).
2009: 50 Empresas de Éxito en Innovación en la Comunidad Valenciana.
Cámara Oficial de Comercio, Industria y Navegación de Valencia.
2005: Autosampler CRYSTAF.
Presented to Polymer Char in Appreciation of its Contributions in developing High-throughput Characterization Technology for DOW Plastics R&D. By The Dow Chemical Company.
2005: Premio a la Tecnología.
Universidad Politécnica de Valencia.
2004: Premio a la Tecnología.
Universidad Politécnica de Valencia.
2002: Premio a la Tecnología.
Universidad Politécnica de Valencia.
1996: Premio a la Industria.
Cámara Oficial de Comercio, Industria y Navegación de Valencia.